# Angelika Hunold
Angelika Hunold ist eine deutsche Provinzialrömische Archäologin.

## Leben und Wirken
Angelika Hunold studierte an der Universität Mainz und wurde dort 1995 bei Jürgen Oldenstein mit der Arbeit Der römische vicus von Alzey (Altiaia) promoviert. 1997 wurde sie Wissenschaftliche Mitarbeiterin der Vulkanpark GmbH des Römisch-Germanischen Zentralmuseums (RGZM) und des Landkreises Mayen-Koblenz. In den nächsten Jahren war sie an der Entwicklung und dem Aufbau des Vulkanparks Osteifel beteiligt. 2003 wechselte Hunold an das Römisch-Germanisches Zentralmuseum in Mainz, wo sie Wissenschaftliche Mitarbeiterin im Forschungsbereich beziehungsweise im Kompetenzbereich Vulkanologie, Archäologie und Technikgeschichte wurde. Von 2006 an entwickelte sie den Forschungsschwerpunkt Entstehung einer Industrielandschaft – Das antike Steinbruch- und Bergwerksrevier zwischen Eifel und Rhein mit. 2014 wurde sie Sprecherin des Forschungsfeldes Wirtschaft und Technik. Seit 2020 arbeitet Hunold im Forschungsfeld Wechselwirkungen zwischen Menschen und Umwelten, insbesondere im dort angesiedelten Forschungsthema Ressourcennutzung und Wirtschaftsräume, des seit 2023 in Leibniz-Zentrum für Archäologie (LEIZA) umbenannten RGZM.
Hunold forscht vorrangig zur Archäologie der Römischen Provinzen, zur Spätantike sowie zu den vormodernen Industrierevieren. Sie befasst sich ebenso mit der Siedlungs- und Wirtschaftsarchäologie wie mit der Materialkunde, insbesondere der von Keramik. Sie ist Vorsitzende des Fördervereins der Burgfestspiele Mayen.

## Publikationen (Auswahl)
- Der römische vicus von Alzey (= Archäologische Schriften des Instituts für Vor- und Frühgeschichte der Johannes Gutenberg-Universität Mainz. Band 5). Institut für Vor- und Frühgeschichte der Universität Mainz, Mainz 1997, ISBN 3-928957-04-X.
- mit Peter Ippach und Holger Schaaff: Kirchen, Stollen, Steinbrüche. Eine Wanderung durch das Tal des Krufter Baches. Erschienen zum hundertfünfzigjährigen Jubiläum des Römisch-Germanischen Zentralmuseums Mainz, 1852–2002 (= Vulkanpark-Forschungen. Band 4). Verlag des Römisch-Germanischen Zentralmuseums, Mainz 2002, ISBN 3-88467-060-3.
- Die Befestigung auf dem Katzenberg bei Mayen und die spätrömischen Höhenbefestigungen in Nordgallien (= Monographien des Römisch-Germanischen Zentralmuseums. Band 88 = Vulkanpark-Forschungen. Band 8). Verlag des Römisch-Germanischen Zentralmuseums, Mainz 2011, ISBN 978-3-88467-144-3.
- Das Erbe des Vulkans. Eine Reise in die Erd- und Technikgeschichte zwischen Eifel und Rhein. Schnell + Steiner / Verlag des Römisch-Germanischen Zentralmuseums, Regensburg / Mainz 2011, ISBN 978-3-7954-2439-8 (Schnell + Steiner), ISBN 978-3-88467-163-4 (RGZM).
- Texte in: Michael Bertram: Mehr Licht. DCV, Berlin 2021, ISBN 978-3-96912-047-7.

Herausgeberschaften
- mit Michael Herdick und Holger Schaaff: Pre-modern industrial districts. 19th International Congress of Classical Archaeology, Cologne/Bonn, 22-26 May 2018. Session 3/Production. Panel 3.12. Propylaeum, Heidelberg 2020, ISBN 978-3-948465-85-8.